# Белокопытник скальный
Белокопы́тник ска́льный, или красноватый (лат. Petasítes rubellus) — многолетнее травянистое растение из рода Белокопытник.
Растёт в Сибири, на Дальнем Востоке, в Северной Монголии, в Северо-Восточном Китае. Встречается в лесном и альпийском поясах, в лесах, примыкающих к ручьям и рекам, на галечниках, на влажных склонах, на осыпях.

## Биологическое описание
Корневище ползучее, тонкое, толщиной 1—2 мм.
Листья прикорневые, по сравнению с другими видами белокопытника мелкие — длиной 1—4 см и шириной до 6 см. Имеют почковидную форму; снизу более светлые. Обе стороны листа и черешки покрыты короткими волосками.
Цветоносные побеги во время цветения имеют высоту 5—15 см, затем, к моменту созревания семян, удлиняются до 50 см. Стебли этих побегов пушистые; стеблеобъемлющие листья чешуйчатые, яйцевидно-ланцетовидные, длиной 1—2 см.
В щитковидном соцветии — от 5 до 10 корзинок; длина корзинки — около 1 см, ширина — 4—5 мм.

## Систематика
По информации базы данных The Plant List (2013), в синонимику вида входят следующие названия.
- Nardosmia laevigata var. subfaeminea DC.
- Nardosmia saxatilis Turcz. — Нардосмия скальная
- Petasites saxatilis (Turcz.) Kom. — Белокопытник скальный
- Tussilago rubella J.F.Gmel. — Мать-и-мачеха красноватая

## Применение
См. раздел «Применение» в статье «Белокопытник».